# Final Destination 2
(Tagline del film.)
Final Destination 2 è un film del 2003 diretto da David R. Ellis.
È il sequel di Final Destination e secondo film del franchise Final Destination.

## Trama
13 maggio 2001: A un anno dai tragici avvenimenti del volo 180, Kimberly Corman si appresta a partire alla volta di Daytona Beach insieme a tre amici per lo spring break; in autostrada rimangono coinvolti e muoiono in un incidente, causato da un camion trasportatore di tronchi.
Kimberly si risveglia: ha solamente sognato tutto questo, ma lo shock è tale da farle decidere di non volere andare avanti nel tragitto, bloccando una parte del traffico una volta messa di traverso la sua macchina sulla rampa di accesso all'autostrada; il sergente Thomas Burke intima alla ragazza, sconvolta e in lacrime, di scendere dall'auto e calmarsi, ma mentre parla avviene realmente l'incidente presagito ed i suoi amici in auto sono i primi a perdere la vita.
In seguito, tutti i predestinati all'incidente perdono la vita l'uno dopo l'altro per cause apparentemente accidentali; tra i coinvolti vi sono il poliziotto Thomas, la donna in gravidanza Isabella Hudson, il cocainomane Rory Peters, la spocchiosa manager Kat Jennings, il centauro Eugene Dix, il giovane Evan Lewis e infine una madre e un figlio, Nora e Tim Carpenter. Kimberly, convinta che la sua è stata una premonizione e che la Morte tornerà per prendere i sopravvissuti, cerca di avvertirli ma nessuno le dà credito; tuttavia a pochissima distanza dalla tragedia Evan, che nel frattempo era diventato ricco grazie ad una vincita alla lotteria, muore in circostanze misteriose, seguito a ruota da Tim e da sua madre. Gli altri, aiutati dai personaggi del primo capitolo come Clear Rivers, unica sopravvissuta al volo 180 e l'enigmatico becchino William Bludworth, iniziano a studiare un piano; ma sconfiggere un'entità tanto superiore quanto sinistra si rivelerà molto arduo. Alla fine  i protagonisti riescono a sconfiggere la Morte, ma proprio durante la scena finale mentre stanno tutti festeggiando facendo un barbecue, quest'ultimo esplode uccidendo uno di loro che era andato a controllare la cottura della carne, facendo intuire che la Morte era stata sconfitta solo apparentemente.

## Incidente
Nell'autostrada, Thomas sta guidando la sua macchina, quando all'improvviso prendendo una buca sulla strada, il suo caffè gli cade sui pantaloni, facendolo distrarre: in questo momento, davanti a lui c'è un camion che trasporta i tronchi; le catene che legano i ceppi cedono, e i tronchi cominciano a rotolare per la strada: uno di questi trapassa il parabrezza di Thomas, decapitandolo. Eugene, cercando di evitare i tronchi, perde il controllo della sua moto e viene schiacciato dalla stessa. Rory si schianta contro un tronco con la sua auto, che si ribalta più volte fino a fermarsi: sembra essersi comunque salvato, ma all'improvviso sbuca un grosso camion che travolge la sua auto, uccidendolo all'istante. Più indietro c'è Kat, la cui macchina colpisce un tronco e si ribalta, atterrando capovolta sul tetto e uccidendo la donna, che viene schiacciata. Nora cerca di frenare, ma una bottiglia in mano a Tim, suo figlio, gli cade di mano e finisce sotto il pedale del freno: i due finiscono con un frontale contro un tronco e la macchina salta in aria all'istante. Evan cerca di frenare, ma non fa in tempo, e va a sbattere contro il serbatoio della benzina del camion dei tronchi, facendo esplodere la sua macchina. Dopo i ribaltamenti della loro auto, mentre i quattro ragazzi sono feriti gravemente ma ancora in vita, Kimberly vede dall'interno della vettura i risultati della terribile tragedia, compreso Evan che, ancora vivo, chiede aiuto gridando disperato dall'interno della sua auto in fiamme. Proprio in questo momento compare un grosso camion cisterna che travolge l'auto di Evan e si dirige a tutta velocità contro la macchina di Kimberly. La premonizione si interrompe con l'urlo terrorizzato della ragazza.

## Slogan promozionali
- «It's not over yet...»
  - «Non è ancora finita...»
- «Death is like a boomerang. It keeps coming back.»
  - «La morte è come un boomerang. Continua a tornare.»
- «For every beginning there is an end.»
  - «Per ogni inizio c'è una fine.»
- «Death may be closer than it appears.»
  - «La morte è più vicina di quanto sembri.»
- «You can't cheat death twice.»
  - «Non puoi ingannare la morte due volte.»

## Colonna sonora
Nell'automobile con i tre amici, prima dell'incidente in autostrada, Kimberly sente in radio il brano Highway to Hell ("autostrada per l'inferno") dell'album omonimo degli AC/DC. Nella morte del ragazzo che aveva appena vinto alla lotteria il brano in sottofondo è Vitamin dall'album S.C.I.E.N.C.E. degli Incubus.

## Collegamento con gli altri film della saga
- Quando Kimberly accende la radio in macchina la prima cosa che si sente è uno speaker che annuncia che sta per cominciare la veglia per commemorare le vittime del "volo 180". Questo è un riferimento a Final Destination.
- Nel film compare Clear Rivers, una delle protagoniste di Final Destination.
- Il film si svolge esattamente un anno dopo il disastro aereo del volo 180, dopo gli eventi del primo film, e 4 mesi prima dell'Attacco alle Torri Gemelle a New York.
- Grazie alle ricerche del poliziotto nel film, si viene a sapere la conclusione del primo film e la sorte di Alex Browning: morto per un mattone caduto da un tetto.
- Nella scena iniziale del film, quando in televisione parlano del volo 180, su una scrivania si vede un modellino di aereo, chiaro riferimento al disastro aereo del primo film.
- L'incidente che accade quando la macchina di Kat Jennings esce di strada per scansare il furgone bianco del poliziotto che sta portando all'ospedale Isabella avviene al miglio 180, evidente collegamento col volo 180; il dato viene riferito dal poliziotto che, con il walkie talkie, avverte i colleghi dell'incidente.

## Citazioni
Timothy Carpenter in una scena del film sta leggendo il libro Mucchio d'ossa di Stephen King.

## Censura
Per evitare un probabile divieto ai minori di 14 anni, la Eagle Pictures fece rimuovere tutti i dettagli più sanguinosi. La versione in dvd, invece, è integrale.

## Sequel
Questo film ha come sequel Final Destination 3, che però ha una trama completamente nuova e personaggi totalmente diversi rispetto ai primi due film. Vi saranno poi The Final Destination 3D e Final Destination 5, un prequel che racconta fatti antecedenti a quelli del primo film.